# Giovanni Simonetta (vescovo)
Giovanni Simonetta (... – 1557) è stato un vescovo cattolico italiano.

## Biografia
Solo pochi dati biografici sono noti. Il 20 giugno 1537 fu nominato vescovo di Lodi; mantenne la carica fino alla morte, avvenuta probabilmente nel 1557.

## Successione apostolica
La successione apostolica è:
- Vescovo Giovanni Antonio Gallo (1555)